# Heuliez GX 337
Heuliez GX 337 je nízkopodlažní autobus vyráběný francouzským výrobcem Heuliez Bus od roku 2013.

## Historie
GX 337 je na trhu od roku 2013 a je nástupcem GX 327. Naftová verze byla představena v říjnu 2013.
Kloubová verze je Heuliez GX 437, vyrábí se od roku 2014 a je nástupcem Heuliez GX 427.

## Pohony
GX 337 se vyráběl pouze s jednou generací vznětových motorů, se  standardním motorem Euro 6 vyráběným od konce roku 2013 do roku 2021. Vyráběla se také hybridní verze a elektrická verze. V září 2017 byla představena verze s CNG pohonem.